# Edricus spiniger
Edricus spiniger es una especie de Arachnida del género Edricus, de la familia Araneidae, del orden Araneae.

## Distribución
Edricus spiniger se distribuye por Panamá y Ecuador.

## Taxonomía
Fue descrita científicamente por el zoólogo británico Octavius Pickard-Cambridge en 1890. Fue publicado por primera vez en la revista Biologia Centrali-Americana : zoology, botany and archaeology 1: 57-, 72.